# Resolução 104 do Conselho de Segurança das Nações Unidas
Resolução 104 do Conselho de Segurança das Nações Unidas, foi aprovada em 20 de junho de 1954, depois de receber uma comunicação do Governo da Guatemala para o Presidente do Conselho de Segurança, o Conselho pediu a rescisão imediata de qualquer ação susceptível de provocar derramamento de sangue e pediu a todos os membros das Nações Unidas a abster-se, no espírito da Carta, de prestar auxílio a qualquer ação.
Foi aprovada por unanimidade.